# Akashinga
Akashinga (Zimbabwe, 2017), é um grupo de guardas florestais, constituído apenas por mulheres que combate a caça furtiva no Zimbabwe, de maneira a salvar a vida selvagem e em particular os elefantes. Em 2020, foi feito um documentário sobre o grupo intitulado Akashinga: The Brave Ones, produzido por James Cameron.

## História
O grupo foi fundado em 2017 e recebeu o nome de Akashinga que significa "bravos" na língua Shona.  As 16 Akashinga originais foram recrutadas para serem agentes de conservação da vida selvagem no Parque de Vida Selvagem de Phundundu. 
Tal como as Black Mamba, as Akashinga são um braço da International Anti-Poaching Foundation, liderada pelo ambientalista Damien Mander, mas ao contrário delas e de outros grupos anti-caça furtiva constituídos apenas por mulheres, as Akashinga andam armadas. 
Desde que foram criadas prenderam centenas de caçadores furtivos. 

## As recrutas
As mulheres que compõem o pelotão Akashinga, foram recrutadas nas aldeias ao redor do Parque de Vida de Selvagem de Phundundu. 
A opção de recrutar mulheres e não homens, deveu-se ao facto de Damien Mander, fundador da International Anti-Poaching Foundation e responsável pelo treino, ter constatado que estas ao contrário dos homens, eram menos propensas a aceitarem subornos e eram capazes de apaziguar situações que poderiam tornar-se violentas. Para além disto, está provado por vários estudos que as mulheres tendem a investir 90% do seus rendimentos na familia e em prol da comunidade. 
Foi decidido que apenas seriam aceites mulheres marginalizadas. Assim, as Akashingas são compostas por viúvas, mães solteiras desempregadas, esposas abandonadas, raparigas orfãs por os pais terem morrido de Sida, mulheres de caçadores furtivos presos, muitas delas sobreviventes de abuso sexual e fisico e dispostas a agarrar a oportunidade.
O primeiro grupo de recrutas era inicialmente composto por 37 mulheres, destas 16 foram seleccionadas para o programa e apenas 3 desistiram. Anos antes num programa semelhante para homens, de 189 apenas 3 não desistiram. Isto provou que optar pelas mulheres tinha sido uma boa decisão. 
Em troca as mulheres passaram a ter uma fonte de rendimento que lhes permitiu enviar os filhos para a  escola, acabar os estudos, tirar a carta de condução, ter uma casa, alimentar a família. Isto fez com que a economia local também fosse beneficiada, ao ponto de ao final de poucos meses, a actividade destas ter produzido mais riqueza que a caça-furtiva. 

## Documentário e Bibliografia Passiva
O documentário Akashinga: The Brave Ones foi dirigido por Maria Wilhelm e contou com James Cameron como produtor executivo. Estreou em 2020 no EarthXFilm Festival. Fez parte da selecção oficial do Tribeca Film Festival e posteriormente foi transmitido pela National Geographic, no Dia Mundial dos Elefantes. 
Para além do documentário, elas são mencionadas nos livros: 
- Survival or Extinction? How to Save Elephants and Rhinos da autora Bridget Martin [18]
- Kindness for All Creatures: Buddhist Advice for Compassionate Animal Care de Sarah C. Beasley [19]
- Staring Down the Wolf: 7 Leadership Commitments That Forge Elite Teams de Mark Divine [20]

## Ligações Externas
- Trailer do documentário Akashinga: The Brave Ones

- IAPF Akashinga - Female anti-poaching rangers reclaiming ecosystems
- Akashingas no programa 60 Minutes Australiano
- World Press Photo 2019 - Foto de Petronella Chigumbura, uma das Akashingas tirada por Brent Stirton nomeada para foto do ano